# Aleksandra z Egiptu
Święta Aleksandra z Egiptu (zm. przed 398) – dziewica, pustelnica, święta Kościoła katolickiego i prawosławnego.
Aleksandra pochodziła z Egiptu. W młodości ślubowała Bogu dziewictwo, jednak miała zostać wydana za mąż. Uniknęła tego cudownie uciekając i stając się rekluzą. Zamieszkała w pustym grobowcu poświęcając się całkowicie Bogu. Wiodła życie pełne umartwień. Zmarła prawdopodobnie przed 398 rokiem. Wspominał o niej w swym dzielę  Historia Lausiaca Palladiusz. 
Jej wspomnienie obchodzone jest 2 października.